# Leptosema bossiaeoides
Leptosema bossiaeoides är en ärtväxtart som beskrevs av George Bentham. Leptosema bossiaeoides ingår i släktet Leptosema och familjen ärtväxter. Inga underarter finns listade i Catalogue of Life.